# صناعة السيارات في مصر

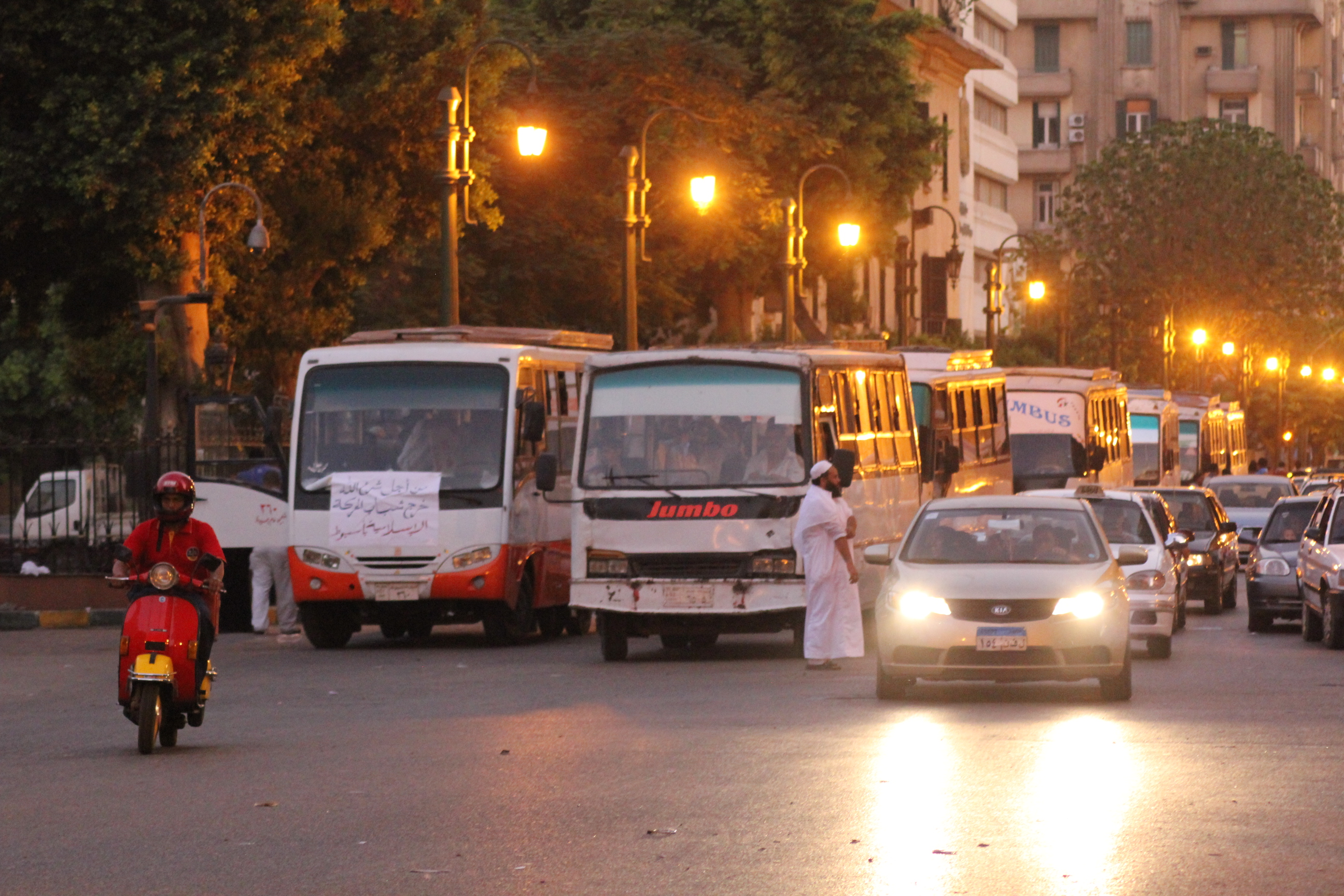

تتطور صناعة السيارات في مصر منذ 50 عامًا. ويتم بيع أكثر من 200,000 سيارة سنويًا وهي الآن ثاني أكبر سوق في إفريقيا وتحتل المرتبة 42 في العالم، حيث يبلغ إنتاجها السنوي أكثر من 70,000 سيارة. بعد العديد من الإخفاقات والنجاحات، أصبحت صناعة السيارات المصرية أكثر تركيزًا على عمليات التجميع بدلاً من التصنيع.

## تطور صناعة السيارات

### الستينات
بدأت صناعة السيارات في مصر في عام 1961، عندما أسست الحكومة المصرية أول شركة سيارات هي النصر لصناعة السيارات. كانت أول شركة عربية لتصنيع السيارات وكانت مملوكة للدولة. أنتجت الشركة بشكل أساسي سيارات بتجميع طرازات من شركة فيات بسبب مشاكل الهندسة والتصميم، كما قامت الشركة بتجميع السيارات الأجنبية المرخصة تحت علامتها التجارية. بعد سنوات من التطوير، ابتكرت الشركة منتجاتها الخاصة، مثل نصر 128 GLS، الذي كان النموذج الأكثر مبيعًا في ذلك الوقت.

### سياسة الباب المفتوح
فِي عام 1974، أطلق الرئيس المصري السادات سياسة اقتصادية (الباب المفتوح). دخلت العديد مِن الشركات ورؤوس الأموال الأجنبية سوق السيارات فِي مصر فِي الثمانينات. فِي عام 1985، بدأت جنرال موتورز مشروعًا مشتركًا مَع شركة المنصور للسيارات التي كانت مستوردًا محليًا وتاجرَ سيارات في مصر. فِي بداية التسعينات، تبنّت الحكومة المصرية برنامج الإصلاح الاقتصادي والتكيف الهيكلي. اجتذبت العديد مِن الشركات الأجنبية التي دخلت السوق المصري لبناء مصانعها وخطوط تجميعها. كان هناك العديد مِن الشركات الكبرى مِثل سيتروين وفيات وهيونداي ومرسيدس-بنز ونيسان وبي إم دبليو وغيرها.

### ثورة 25 يناير

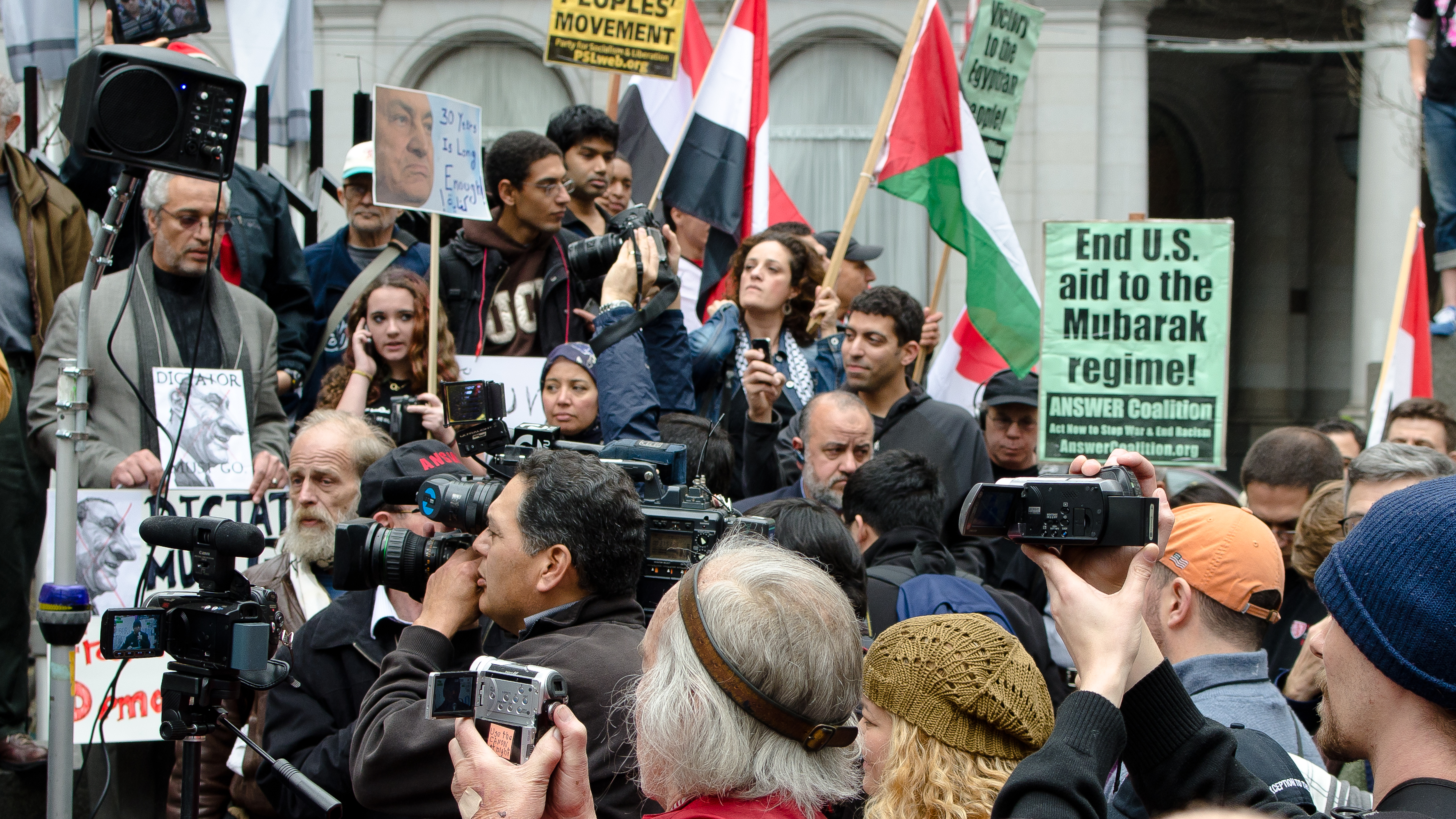
الربيع العربي

فِي عام 2010، ارتفع إنتاج السيارات إِلى 116.683 وكان هذا أفضل وقت فِي صناعة السيارات فِي مصر. لكن ثورة 2011 المصرية (ثورة 25 يناير). ابتداءً مِن ديسمبر 2010، كانت ثورة حول الإطاحة بحكومة حسني مبارك. خِلال تلك الفترة، أُلحقت أضرار كبيرة بصناعة السيارات فِي مصر. علّقت شركة نيسان إنتاجها فِي مصر لأسباب تتعلق بالسلامة بعد الاحتجاجات ويمكن للشركة تجميع 10 آلاف سيارة سنويا. أوقفت شركة طوكيو موتور أعمال تجميع سيارات الدفع الرباعي فِي مصر بسبب الوضع. اضطرت العديد مِن الشركات الكورية مثل سامسونج وإل جي وهيونداي موتور إلى التخلي عن أعمالها المعتادة فِي مصر بسبب انتشار الاحتجاجات، واضطر العديد مِن الموظفين للعودةِ إلى كوريا أو إلى دولة ثالثة. أعادت بي إم دبليو المواطنين الألمان إلى بلادهم بسبب المظاهرات العنيفة. أوقفت شركات صناعة السيارات الأخرى مثل دايملر وجنرال موتورز عملياتها مؤقتًا. بسبب التغييرات السياسية، انخفض الإنتاج بنسبة 30% في عام 2011 وظل منخفضًا فِي السنوات القليلة التالية. وبلغ إجمالي إنتاج السيارات فِي عام 2017 (36.640) سيارة فقط.

## صناعة السيارات المحلية
تُعتبر صناعة السيارات في مصر مِن أهم الصناعات وتحقق العديد مِن الفوائد للاقتصاد. فِي الثمانينات، كانت شركة نصر لصناعة السيارات الشركة المصنّعة العملاقة الوحيدة فِي السوق المصري بأكمله. يوجد الآن 83 مصنع سيارات فِي مصر. لديها عمالقة مثل جنرال موتورز وبي إم دبليو وهيونداي وتويوتا ونيسان تنتج خط إنتاجها الرئيسي فِي مصانع مصر. يوجد أَكثر مِن 15 مصنعًا لِتَجميع السيارات و75 منشأة فِي الدولة توفر أكثر مِن 75.000 فرصة عمل. لديها القدرة على إنتاج 300.000 سيارة ركاب ومركبات تجارية خفيفة وشاحنات وحافلات سنويًا. على وجه الخصوص، إنه سوق سيارات منخفض الاختراق مَع أعداد كبيرة مِن السكان الشباب. يتزايد الطلب كلّ عام وله إمكانات كبيرة. هناك ما معدله 35 مصريًا فقط يمتلكون سيارة مِن بين كل 1.000 شخص. العدد في الجزائر 130 مِن 1.000 وهو أكبر بأربع مرات مِن مصر.
لكن الجنيه المصري تسبّب في التأثير السلبي على واردات قطع غيار السيارات بسبب ضعفه. جعل أجزاء التجميع أكثر تكلفة وتسبّب فِي تأثير كبير على سعر بيع المركبات وتكلفة الإنتاج وبالتالي. فقد أصبح مِن الصعب على المنتجين المحليين التنافس مَع المصدّرين الأوروبيين والآسيويين على نطاق واسع بسبب السوق الصغيرة. فِي النهاية، سيبحث المجمّعون الحاليون عن الشركات التي لديها حجم مبيعات مرتفع فِي الدولة.
وقّعت الحكومة المصرية اتفاقية التجارة الحرة الثلاثية التي تسمح بالتجارة الحرة فِي 26 دولة مِن دول السوق المشتركة لشرق وجنوب إفريقيا (الكوميسا). حيث وفرت فرصًا للصادرات المصرية. وبتزايد اقتصاد إفريقيا ازدهر الطلب على السيارات فِي جميع المجالات.

## مصنعو سيارات في مصر
1. المصرية البريطانية لتصنيع السيارات
2. العربية الأمريكية للسيارات
مشروع مُشترك بَين الهيئة العربية للتصنيع (51%) ومجموعة كرايسلر ذ م م (49%). تصنيع المركبات العسكرية والمدنية.[بحاجة لمصدر]
3. الترامكو
4. جنرال موتورز مصر

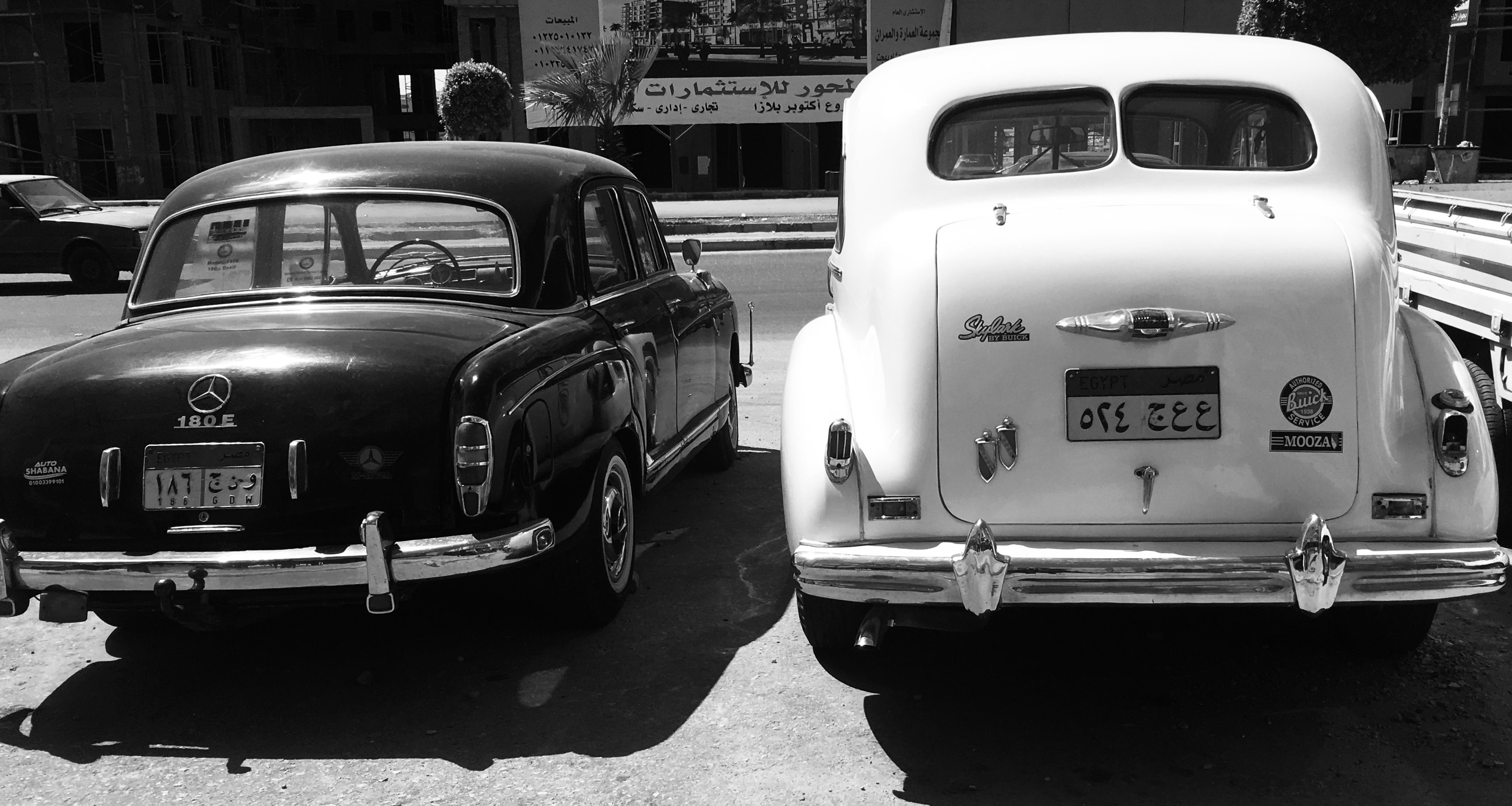

مشروع مشترك مَع المستورد المحلي وتاجر السيارات شركة المنصور للسيارات. يقع المصنع فِي مَدينة السادس مِن أكتوبر. لا تنتمي الشركة إِلى شركة جنرال موتورز.[بحاجة لمصدر]
5. مجموعة غبور
تأسّست مجموعة غبور في عام 1940، وهي أكبر شركة لتصنيع السيارات فِي مصر تنتج 150 ألف وحدة سنويًا. تقوم الشركة بتصنيع سيارات باجاج اوتو وهيونداي وفولفو.  
6. جاك للسيارات
تمتلك شركة جاك للسيارات فرعا لتجميع السيارات في مصر.
7. مرسيدس مصر
تأسّست كَشركة فرعية مملوكة بالكامل لشركة دايملر فِي ديسمبر 1999. تجميع سيارات مرسيدس بنز.
8. سوزوكي مصر
تجميعات لسيارات الركاب سوزوكي.[بحاجة لمصدر]
9. شركة وجيه أباظة
تجميع لبيجو 405.[بحاجة لمصدر]
10. المجموعة البافارية للسيارات

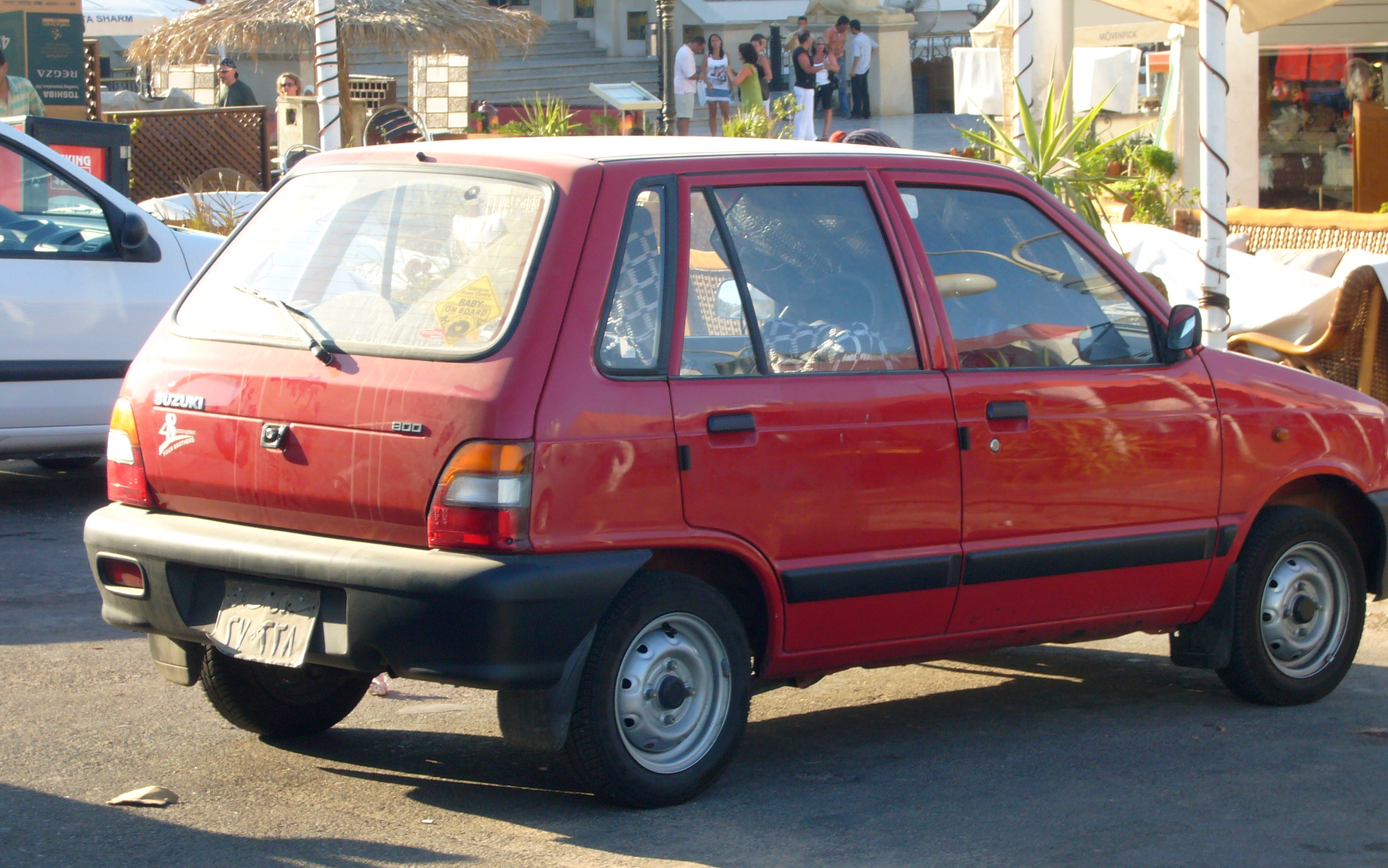
سوزوكي 800

تصنع سيارات بي إم دبليو وتبيعها. تمّ تأسيسها بواسطة BMW فِي مارس 2003 ويقع فِي مدينة السادس مِن أكتوبر.[بحاجة لمصدر]
11. سبرانزا موتورز
شركة تصنيع سيارات مصرية مقرها حي المعادي، القاهرة وهي جزء مِن دايو موتور إيجيبت التي تنتمي إلى مجموعة أبو الفتوح . يقع المصنع فِي مدينة السادس مِن أكتوبر.[بحاجة لمصدر]
12. مجموعة سعودي
شركة تصنيع سيارات مصرية تأسست عام 1975.[بحاجة لمصدر] تقوم الشركة بِتصنيع سيارات نيسان، تقع الشركة فِي مركز التجارة التايلاندي[بحاجة لمصدر]
13. الشركة المصرية الألمانية للسيارات
شركة مصرية لتجميع السيارات، أسّسها الرئيس التنفيذي السابق لشركة دايملر وسامي سعد كمشروع مشترك لتجميع سيارات ماركة مرسيدس بنز.[بحاجة لمصدر] تقع الشركة في مدينة السادس مِن أكتوبر لتجميع سيارات مرسيدس بنز.[بحاجة لمصدر]
14. شركة النصر للسيارات
كانت أوّل شركة عربية لتصنيع السيارات وكانت مملوكة للدولة. أنتجت الشركة بشكل أساسي السيارة التي تعتمد علي فيات بسبب المشاكل الهندسية والتصميم، كما قامت الشركة أيضا بتجميع السيارات الأجنبية المرخّصة تحت علامتها التجارية.
15. تصنيع المركبات التجارية الحافلات والمركبات
شركة تصنيع أجسام الحافلات، تأسست عام 2002.[بحاجة لمصدر]
16. إيجي تك الهندسية
شركة تصنيع المركبات ذات الثلاث عجلات.[بحاجة لمصدر]
17. شركة صناعة وسائل النقل ش.م.م
شركة مصرية لتصنيع الاتوبيسات والشاحنات. يقع المصنع في الصالحية.[بحاجة لمصدر]
18. جوريكا مصر

## سوق السيارات المصري
يركز سوق السيارات في مصر الآن على تجربة العملاء ويوفر العديد من الفرص لبعض الأجزاء. يعد نموذج التنويع الجغرافي أحد أهم الاستراتيجيات لمصنّعي السيارات للحفاظ على المنافسة وتحقيق الأرباح تركز جميع الشركات العملاقة في مصر على تكنولوجيا القيادة الآلية. تشجع الحكومة تطوير صناعة السيارات. ومع ذلك، فإن الاستثمار في تنظيم التلوث البيئي مكلف.

### الإنتاج
كدولة يبلغ عدد سكانها 100 مليون نسمة، فإن الإنتاج الذي يقل متوسطه عن 10.000 سيارة فقط في السنة غير قادر على مواكبة الطلب. الإنتاج في جنوب إفريقيا أكبر بعشر مرات من الإنتاج في مصر والإنتاج في المغرب أكبر بخمس مرات منه في مصر. في عام 2002، بلغ إجمالي عدد السيارات المنتجة في مصر 45.073 سيارة. في عام 2010، تم زيادة الرقم إلى 116.683 وكان هذا أفضل وقت في صناعة السيارات في مصر. ومع ذلك، وبسبب التغييرات السياسية (ثورة 25 يناير)، انخفض الإنتاج بنسبة 30% في عام 2011. وبلغ إجمالي الإنتاج في عام 2017 حوالي 36.640 سيارة فقط. لكن الحكومة لديها ثقة قوية في تعزيز صناعة السيارات في عام 2018. وقد أعطى السوق ملاحظاته حول زيادة إنتاج السيارة الإجمالية بنسبة 90%.

### مبيعات السيارات
زادت مبيعات السوق المصري بنسبة 40% في النصف الأول من عام 2018 مقارنة بنصف عام 2017. كان عام 2015 هو العام الأكثر مبيعًا في صناعة السيارات في مصر، حيث تم بيع 349،100 سيارة جديدة. وكان إجمالي عدد المبيعات لعام 2005 هو 121.437 وهو العام الأكثر مبيعًا. قارن بالدولتين الرئيسيتين الأخريين (جنوب إفريقيا والمغرب) في إفريقيا. تحتل مصر المرتبة الثانية في سوق البيع فقط بعد جنوب إفريقيا وتليها المغرب ولا يزال سوق المبيعات لديه القدرة على النمو بسبب عدد السكان الكبير.
في عام 2017، كانت شيفروليه هي العلامة التجارية الأكثر مبيعًا في مصر حيث استحوذت على 22.3% من سوق السيارات. باعت شفروليه 21.468 سيارة، وهو ما يمثل انخفاضًا بنسبة 34.7% في مبيعاتها مقارنة بعام 2016 الذي بيع 32.890 سيارة، احتلت نيسان المرتبة الثانية وباعت 15.847 سيارة في الأشهر التسعة الأولى من عام 2017. شكلت 16.5% من إجمالي مبيعات التسويق. وفازت هيونداي بالمركز الثالث بنسبة 14.1% من إجمالي مبيعات التسويق وباعت 13.613 سيارة. وجاءت تويوتا بعد ذلك باعت 7.930 سيارة وحصلت على 8.2% من حصة السوق احتلت ميتسوبيشي المركز الخامس بنسبة 5% من إجمالي المبيعات خلال عام 2017 وباعت 4.804 سيارة. وجاءت شيري في المركز السادس بعد ذلك بنسبة 4.6% من حصة السوق وباعت 4.419 سيارة.